# Wanga sierpodzioba
Wanga sierpodzioba, dzierzbowiec długodzioby (Falculea palliata) – gatunek średniej wielkości ptaka z rodziny wangowatych (Vangidae). Endemit Madagaskaru. Nie jest zagrożony wyginięciem.

## Systematyka
Jedyny przedstawiciel rodzaju Falculea. Nie wyróżnia się podgatunków.

## Występowanie
Wanga sierpodzioba występuje w zachodniej, północnej i południowej części Madagaskaru. Zamieszkuje lasy, zadrzewienia wokół wsi i sawannę.

## Morfologia
Wierzch ciała jest metalicznie czarny, a czoło oraz spód ciała biały. Ptak ten ma długi, cienki oraz silnie zakrzywiony dziób.
Długość ciała około 32 cm, w tym długość dzioba około 7 cm. Masa ciała 106–119 g.

## Pożywienie
Wanga sierpodzioba odżywia się owadami oraz innymi drobnymi bezkręgowcami, niekiedy zjada też drobne kręgowce takie jak gekony czy kameleony.

## Rozród
Ptak ten rozmnaża się w grupach obejmujących samicę i kilka samców (jest to tzw. poliandria). Budową gniazda zajmuje się głównie samica, z niewielką pomocą samców z grupy. Gniazdo to luźna konstrukcja w kształcie misy, wykonana z gałązek, zarówno gładkich, jak i ciernistych, umieszczona w rozwidleniu gałęzi drzewa na wysokości 9–16 metrów nad ziemią; do spojenia materiałów mogą zostać użyte pajęczyny. Gniazdo jest wyścielone miękkimi materiałami, takimi jak włókna roślinne. Samica znosi 3–4 kremowobiałe jaja z ciemnym plamkowaniem głównie w szerszym ich końcu. Wysiadywaniem zajmuje się samica przez 16–18 dni. Samce mogą pomagać przy wysiadywaniu i opiece nad pisklętami, ale ich głównym zajęciem jest obrona terytorium i gniazda przed drapieżnikami i intruzami. Młode są w pełni opierzone po około 19–23 dniach od wyklucia.

## Status
IUCN uznaje wangę sierpodziobą za gatunek najmniejszej troski (LC, Least Concern) nieprzerwanie od 1988 roku. Liczebność populacji nie została oszacowana, ale ptak ten opisywany jest jako pospolity w zachodniej części Madagaskaru. Trend liczebności populacji nie jest znany.